# Deepwater - Inferno sull'oceano
Deepwater - Inferno sull'oceano (Deepwater Horizon) è un film del 2016 diretto da Peter Berg.

## Trama
Basato su fatti realmente accaduti, il film è incentrato sull'esplosione dell'impianto di perforazione semisommergibile Deepwater Horizon e sul successivo disastro ambientale avvenuto nell'aprile 2010, raccontando lo sforzo e il coraggio di alcuni uomini per salvare il maggior numero di vite possibile.
Il 20 aprile 2010 la Deepwater Horizon, un impianto semisommergibile progettato per la trivellazione di pozzi in acque profonde, gestita dalla società privata Transocean, iniziò a perforare la costa meridionale della Louisiana per conto di BP. 
Il tecnico capo dell'elettronica Michael "Mike" Williams e il responsabile dell'installazione offshore James "Mr. Jimmy" Harrell sono sorpresi nell'apprendere che i lavoratori assegnati per controllare la qualità del cemento attorno alla colonna di tubaggio (il casing) sono mandati a casa prima, senza poter verificare l'integrità del cemento attorno al casing, su insistenza dei dirigenti della BP Donald Vidrine e Robert Kaluza.
Mentre Mike prepara la squadra di perforazione, tra cui Caleb Holloway, Shane Roshto e Adam Weise, Harrell incontra Vidrine e lo convince a condurre un test di tenuta del cemento per riduzione della pressione idrostatica in pozzo (inflow test) al di sotto della pressione di giacimento. Senza aspettare che Harrell controlli i risultati del test (il test viene ripetuto due volte, con risultati non coerenti), Vidrine ordina di continuare le operazioni di scarico fango dal pozzo, riducendo ulteriormente la pressione idrostatica in pozzo: il cemento atto a isolare il giacimento dalla superficie, non ben solidificato, cede completamente, innescando una massiccia fuoriuscita di fango e idrocarburi in superficie, che trova impreparati e uccide Keith Manuel, Shane Roshto, Roy Kemp, Karl Kleppigner, Adam Weise e Gordon Jones.
Una catena di malfunzionamenti delle apparecchiature di superficie, accoppiata a un tentativo fallito di sigillare il pozzo tramite chiusura del blowout preventer , porta all'incendio del petrolio, uccidendo Dewey Revette, Stephen Curtis, Jason Anderson e Donald Clark. L'ufficiale di navigazione dell'impianto cerca di allertare la Guardia Costiera, ma il suo superiore, il Capitano Curt Kuchta, glielo impedisce con la motivazione che l'impianto non è un pericolo imminente. Con il petrolio che si sta riversando nell'oceano, un pellicano spaventato e coperto di petrolio vola sul ponte di una nave vicina, che si dirige verso l'impianto di perforazione proprio mentre i lavoratori iniziano una frenetica evacuazione. Harrell, ancora vivo, sebbene gravemente ferito nell'esplosione, viene salvato da Mike e assume il controllo della situazione ma alla fine constata che l'impianto non può essere salvato. Dale Burkeen, un amico intimo di Mike, si sacrifica per impedire a una gru in fiamme di crollare sull'equipaggio sopravvissuto, mentre Mike e Caleb sono in grado di salvare Vidrine e Kaluza e metterli al sicuro.
Mentre cala la notte e il petrolio in fiamme illumina l'area, la Guardia Costiera viene a conoscenza dell'incidente e invia una nave per raccogliere i sopravvissuti, che vengono traghettati nelle scialuppe di salvataggio a Damon Bankston. Con le scialuppe di salvataggio piene, Mike e Andrea, un'altra impiegata della piattaforma, restano bloccati sull'impianto e solo all'ultimo momento, quando il petrolio risale dal pozzo e causa un'esplosione che distrugge il rig, i due saltano in acqua e vengono tratti in salvo dai soccorritori.
Ritornati a casa, gli operai si riuniscono con le loro famiglie in una hall dell'hotel, dove il padre di un membro dell'equipaggio della piattaforma rimasto ucciso affronta Mike per non aver salvato suo figlio, provocando a Mike un attacco di panico. Il film si conclude con una serie di clip che mostrano le conseguenze del disastro, tra cui la testimonianza reale di Mike Williams e la rivelazione che solo Donald Vidrine e Robert Kaluza furono accusati per l'omicidio colposo di 11 membri dell'equipaggio e nessun altro dipendente di Transocean o BP fu processato. Prima dei crediti compaiono le immagini degli 11 uomini che hanno perso la vita. Il post scriptum del film recita: "Lo sversamento è durato per 87 giorni, facendo fuoriuscire circa 210 milioni di gaĺloni di petrolio nel Golfo del Messico, il peggiore disastro petrolifero nella storia degli Stati Uniti".

## Produzione
Il 19 agosto 2014 è stato annunciato che Mark Wahlberg sarebbe stato il protagonista del film. Wahlberg interpreta Mike Williams, un elettrotecnico che lavora sulla piattaforma petrolifera Deepwater Horizon. Il 18 marzo 2015 Gina Rodriguez è stata scelta per il ruolo di una donna di nome Andrea Fleytas, che si trovava a bordo della Deepwater Horizon al momento dell'esplosione e che ha cercato di contattare la Guardia Costiera. Il 10 aprile 2015 Deadline ha riportato che Dylan O'Brien era in trattative per interpretare Caleb Holloway. Kurt Russell si è unito al cast lo stesso giorno di O'Brien. Poco tempo dopo, è stato confermato che John Malkovich avrebbe ricoperto il ruolo del rappresentante della BP che ha fatalmente sottovalutato il pericolo di lavorare sulla piattaforma. Kate Hudson è stata annunciata come parte del cast a maggio 2015, per interpretare la moglie del personaggio di Wahlberg.

## Distribuzione
Il film è stato presentato in anteprima il 13 settembre 2016 al Toronto International Film Festival. È stato distribuito nelle sale cinematografiche statunitensi il 30 settembre 2016, ed in quelle italiane dal 6 ottobre seguente.

## Curiosità
- Anche se non c'è nessuno scambio di battute tra i due, questo è il primo film in cui Kate Hudson recita con il patrigno Kurt Russell.[2]

## Riconoscimenti
- 2017 - Premio Oscar
  - Candidatura per i migliori effetti speciali
  - Candidatura per il miglior montaggio sonoro